# Olivetti Valentine

Logo della Valentine (ricostruito)

Olivetti Valentine è una macchina da scrivere della Olivetti nata nel 1968 dal progetto di Ettore Sottsass con Perry A. King e Alberto Leclerc. Il modello venne messo in produzione l'anno successivo, nel 1969.
In italiano è conosciuta soprattutto come la "rossa portatile", ma ne sono state prodotte anche di colore bianco per l'Italia e blu e verde rispettivamente per la Francia e la Germania, oggi praticamente introvabili.

Si tratta di una delle icone più grandi del design industriale. L'importanza della Valentine è sottolineata dalla sua presenza dagli inizi degli anni settanta nella collezione permanente del Museum of Modern Art di New York, dalle sue partecipazioni a mostre sul design italiano e internazionale in tutto il mondo, oltre che dai riconoscimenti ricevuti per le soluzioni innovative adottate dai progettisti nella fase di realizzazione.
La Valentine fa parte della collezione permanente del Triennale Design Museum di Milano con un modello rosso e della Collezione Alessandro Pedretti , sempre del museo della Triennale, con un modello bianco.

## Caratteristiche
Caratteristica principale della Valentine, ripresa molto chiaramente anche dalla campagna pubblicitaria, è la trasportabilità della macchina che, a differenza delle precedenti, non aveva una valigetta esterna in cui chiuderla, ma era essa stessa la valigetta: la parte posteriore della macchina è stata progettata come "chiusura" della stessa, comprensiva della maniglia, mentre l'unica parte esterna è un guscio-scatola, in ABS, capace di proteggerla da qualsiasi colpo e ben fissato alla macchina grazie a due sicure di gomma laterali.
Nel suo design è ben rappresentata la cultura contemporanea in cui è stata progettata, periodo di rotture politiche, sociali e artistiche, e cultura pop art, che la differenzia dalla linea tradizionale dell'Olivetti: sebbene riprenda la solida e affidabile meccanica della Lettera 32, ne differisce nella carrozzeria, non più un solido e razionale guscio in lega di alluminio con copribobine amovibile, ma tre elementi interamente in plastica, ABS lucido.

## Commercializzazione
L'industria eporediese chiese a Ettore Sottsass di disegnare una macchina per scrivere portatile, a basso prezzo, della quale non progettò solo il design, "pensata come una nuova penna biro, un oggetto da pochi soldi pronto per essere venduto anche nei mercati di paese", ma ne inventò anche la campagna pubblicitaria.

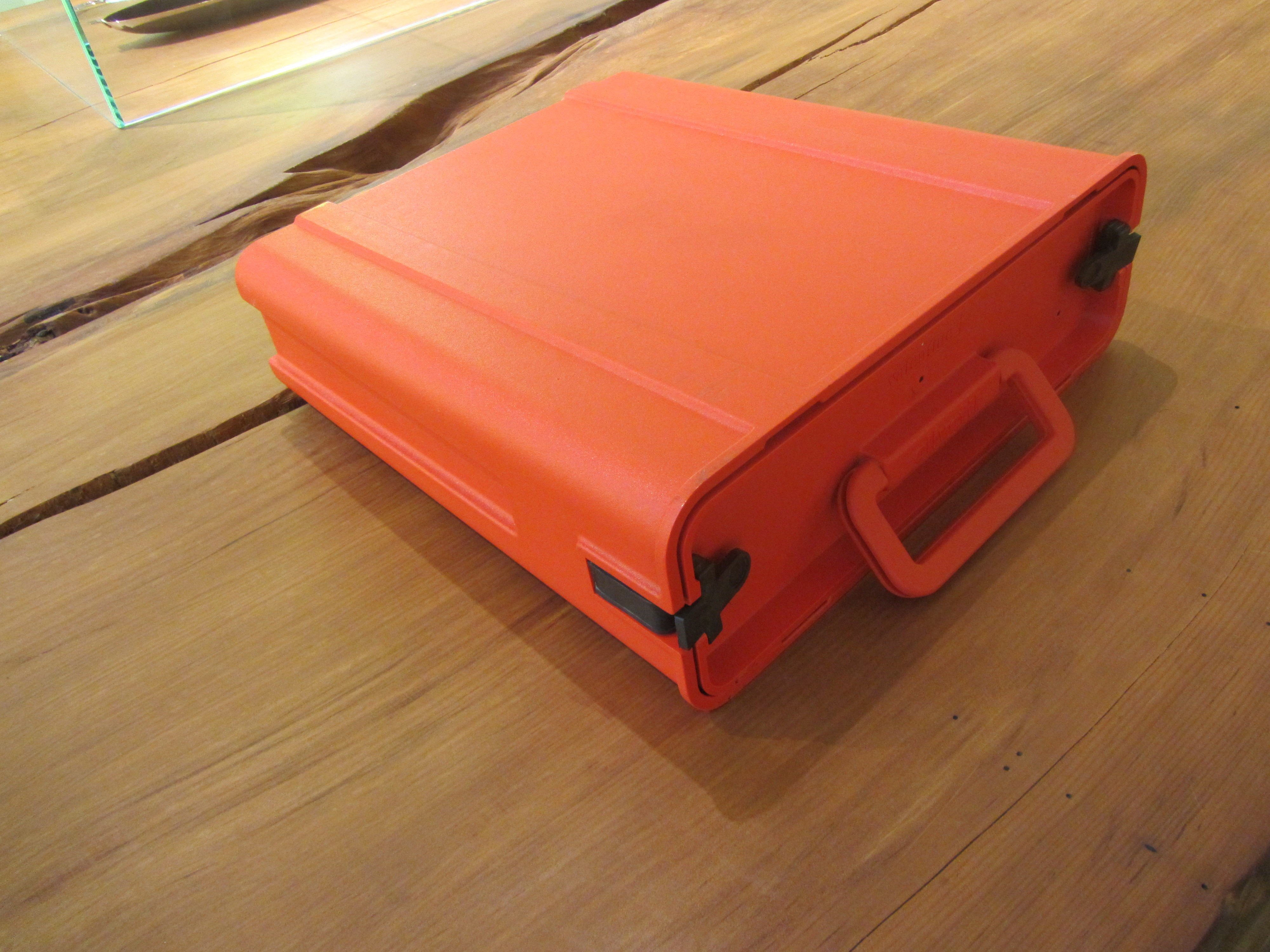
Una Valentine chiusa nel suo involucro conservata al Triennale Design Museum di Milano.

Dal progetto del layout della campagna pubblicitaria:
Il tono scherzoso dei testi e la grafica dei bozzetti, destinati a inserzioni per periodici, vogliono infatti corrispondere in qualche modo al design e al colore stesso della macchina e, insieme, al gusto presumibile in quelle persone che dovrebbero, anche sulla base di precisi sondaggi, preferire una portatile come la Valentine a una portatile più tradizionale: persone giovani o di sensibilità giovanile, aperte all'appello del nuovo e della moda.
A questo fine si è ritenuto opportuno orientarsi verso un messaggio soft-selling che è giustificato anche dalla necessità di puntare, più che sulle meccaniche e d'uso, sull'immagine generale del prodotto. Si è voluto, insomma, creare soprattutto un'immagine Valentine, che prevalesse anche sull'immagine globale della Olivetti»
(E. Pacchioli (a cura di), Rosso Rosso Valentine. Un prodotto tra immaginazione e utopia, Associazione archivio storico Olivetti, Ivrea, 1999, pag. 16)
Per la campagna pubblicitaria, infatti, sono stati chiamati artisti famosi come Roberto Pieracini e Milton Glaser, oltre allo stesso Sottsass.
Le pubblicità prodotte sono ancora attuali, risaltano la macchina per scrivere, la ambientano, non erano pubblicità prettamente informative, come lo erano le altre contemporanee; le informazioni sul prezzo e le caratteristiche erano riportate sulla documentazione informativa, mentre nella pubblicità è mostrata la Valentine così com'è, in mezzo alla gente, o addirittura in un quadro famoso. Alle campagne pubblicitarie della Valentine partecipò anche Adrianus Van Der Elst realizzando manifesti dedicati alla fortunata macchina da scrivere. I testi delle campagne pubblicitarie furono affidati, tra gli altri, al poeta Giovanni Giudici, funzionario presso l'azienda.